# Rodrigo da Silva
Rodrigo Henrique Ribeiro da Silva (Recife, 18 de febrero de 1991), conocido como Rodrigo da Silva, es un obispo sedevacantista brasileño y actual superior de la Sociedad de San José.

## Biografía
Comenzó su formación para el sacerdocio en 2006 en el Seminário Menor de la Arquidiócesis de Olinda y Recife. Continuó sus estudios en un tradicional Monasterio benedictino en Nova Friburgo, Río de Janeiro, y luego en el Seminario de Saint Louis Maria Grignon de Montfort (SAJM) en Francia.
Sin embargo, debido a sus nuevas posiciones y actitudes de independencia, así como su adopción de la postura sedevacantista, fue desvinculado de la Sociedad Sacerdotal de los Apóstoles de Jesús y María y de los otros tres obispos de la Resistencia: Richard Williamson, Gerardo Zendejas y Tomás de Aquino Ferreira da Costa, quienes renegaron de su vinculación con él en un comunicado del 28 de julio de 2018.

La declaración de Ferreira de Costa fue la siguiente:
Devido às atuais atitudes de inteira independência tomadas pelo padre Rodrigo Ribeiro da Silva, assim como, pela sua nova posição, a sedevacantista, nós nos vemos na obrigação de avisar aos fiéis que não nos responsabilizamos mais pelas palavras e atos do referido padre e daqueles que o seguem. Lembramos aos fiéis que Dom Lefebvre não admitia que nenhum de seus sacerdotes se recusassem a rezar pelo Papa na missa. O padre Rodrigo foi ordenado como membro da Sociedade Sacerdotal dos Apóstolos de Jesus e Maria cujo fundador, Dom Jean Michel Faure,exige de seus membros o mesmo que exigia Dom Lefebvre.

### Episcopado
El 29 de septiembre de 2021, fiesta litúrgica de San Miguel Arcángel, recibió la consagración episcopal de Daniel Dolan, obispo sedevacantista estadounidense en la Capilla de Santa Gertrudis la Grande en Cincinnati, Ohio, quedando así excomulgado de la Iglesia Católica. 
El 26 de abril de 2022, tras el fallecimiento de Dolan, la Capilla de Santa Gertrudis la Grande anunció la consagración de su sucesor, el estadounidense Charles McGuire, por parte de da Silva, quien lo cosangró finalmente el 18 de mayo del mismo año.
El 1 de mayo de 2023, da Silva actuó como coconsagrante del nigeriano Bede Nkamuke en la capilla de Santa Gertrudis en Ohio, siendo McGuire el consagrante principal. Meses más tarde, en octubre, da Silva anunció la consagración del sacerdote argentino Fernando Altamira y del canadiense Pierre Roy, a quienes consagró finalmente el 7 de enero de 2024.
La consagración de Altamira y Roy causó la ruptura entre McGuire y da Silva, que hasta entonces venían realizando un trabajo conjunto. Así mismo, la consagración generó polémica por parte de otras autoridades tradicionalistas que dudan de la validez del linaje espiscopal Thuc.

## Linaje episcopal
- José VI Manuel II Tomás, patriarca caldeo
- François David, obispo caldeo de Amadiyah
- Antonin Drapier, nuncio apostólico de Indochina
- Pierre Martin Ngô Đình Thục, arzobispo de Huế
- Moisés Carmona
- Mark Pivarunas
- Daniel Dolan
- Rodrigo da Silva